# Sgranatrice
La sgranatrice è una macchina agricola che esegue meccanicamente la sgranatura, cioè la separazione del seme da altre parti della pianta (i tutoli nel caso del mais, i baccelli nel caso dei legumi).
Questa macchina è generalmente composta da una tramoggia, una ruota dentata e un condotto di uscita, che può essere unico o multiplo in modo da permettere la separazione dei vari prodotti. In origine la sgranatrice era azionata da una manovella, in seguito da un motore. Oggi le sgranatrici sono meno diffuse che in passato, poiché vi sono macchine che eseguono contemporaneamente la raccolta del prodotto e la separazione dei semi.

## Sgranatrice per mais
Originariamente le sgranatrici per il mais funzionavano a manovella ed operavano semplicemente la separazione dei semi dal tutolo; il seme usciva dalla macchina mischiato a polvere ed impurità varie, da cui doveva essere separato manualmente con l'uso di crivelli. Con il progresso della meccanizzazione sono stati costruiti modelli funzionanti a motore, che permettevano di eseguire meccanicamente anche l'eliminazione delle impurità grazie a ventilatori e crivelli incorporati nella macchina. Le sgranatrici a motore erano montate su ruote e venivano trasportate da un posto all'altro trainate da animali, poi sostituiti in questo compito dai trattori agricoli. Oggi le sgranatrici per il mais sono cadute in disuso, grazie alle mietitrebbiatrici che eseguono contemporaneamente la mietitura e la sgranatura.

## Sgranatrice per cotone
Nel caso del cotone, la sgranatrice è la macchina che esegue la separazione della fibra di cotone dai semi.